# Bruno Liljefors
Bruno Andreas Liljefors (14 maj 1860 i Uppsala – 18 december 1939 i Stockholm) var en svensk maler. Han er bedst kendt for sine natur- og dyremotiver, særligt med dramatiske situationer. Mange af hans værker skildrer fugle og hans måde skildrer disse på, med strejf af impressionistiske penselstrøg, er i årenes løb blevet et ikon indenfor genren fuglemaleri.
Liljefors opvoksede i byen Uppsala i Sverige, hvor han brugte en stor del af sine børne- og ungdomsår på at male den omkringliggende natur. På grund af fattigdommens kår var det i de første mange leveår som blyantstegninger, men efterhånden blev hans talent så anerkendt, at lokale forretningsdrivende forærede ham lærreder og farver til hans malerier.
Han giftede sig i 1887 med Anna Olofsson, men blev allerede skilt i 1895 på grund af en stormende forelskelse i lillesøsteren Signe. Senere samme år blev han derfor gift med Signe Olofsson.  

## Omtaler
Især hans maleri 'Vinterhare' fra 1908 har nydt en international anerkendelse, og har blandt andet været igennem flere internationale auktionshuse. Salgsprisen er dog ukendt.
En stor del af hans øvrige malerier primært har været populære i nordisk regi.

## Galleri
- Portræt af far, 1884
- Beagle og ræv, 1885
- Ræve, 1885
- Sovende Jeppe, 1886
- Weasel med bogfinke, 1888
- Partridge with Daisies, 1890
- Gråkrage, 1891
- Søørns rede, 1907
- Vinterhare, 1908
- Portræt af Zorn, ca. 1916
- Ederfugle ved solopgang, 1928
- Hawk and Black-Game